# Luís de la Penha
Luís de la Penha, född 1581, död den 29 november 1626 i Évora i Portugal, var en professionell portugisisk magiker, bränd på bål för häxeri av den Portugisiska inkvisitionen.

## Biografi
Luís de la Penha var son till kopparsmeden Gregório dela Penha från Kastilien och Maria Mendes. Han noteras ha varit halvt morisk. Han gifte sig 1607 med Catarina Carvalha, men separerade från henne efter ett kort och barnlöst förhållande, och de levde sedan åtskilda.
Luís de la Penha blev efter skilsmässan verksam som professionell trollkarl, naturläkare och siare i Évora: han sålde påstått magiska tjänster mot betalning, utförde spådomar och helade sjuka. Han hade stor framgång och gjorde stora förtjänster och kunde sluta sitt arbete som hantverkare och försörja sig exklusivt som magiker. Han behandlade sina patienter med trollformler och magiska redskap som han sade sig ha fått av Djävulen.

### Häxprocessen
Luís de la Penhas verksamhet uppmärksammades till slut av inkvisitionen. Flera av hans patienter kallades in till förhör och kunde vittna om att han hade botat deras sjukdomar och kunde stämma blod, och hans kundlista uppgick till hundratals människor av vilka många var kvinnor. Han själv arresterades 7 december 1617. Han avlade inför inkvisitionen en bekännelse där han medgav sig ha slutit en pakt med Satan i form av en demon genom blod från sitt lillfinger, vars ärr fortfarande kunde synas; i utbyte fick han magiska förmågor, bland annat makten att hela sjuka och att förtrolla kvinnor. Han bekände att han brukade åkalla en demon i form av en vacker kvinna, genom vilken han skötte sin kommunikation med djävulen. Han bekände sig skyldig till att i sitt yrke använda trollformler med hjälp av Satan själv eller sin kvinnliga hjälpdemon. 
de la Penha sade sig ångra sina synder och bad inkvisitionen om nåd. I enlighet med inkvisitionens normala procedur för förstagångsförbrytare blev han därför besparad dödsstraffet, lovade att i fortsättningen underkasta sig kyrkan och fick därefter hela sin egendom konfiskerad. Den 19 maj 1619 fick han som andra benådade syndare underkasta sig en offentlig botgöring under en autodafé i Évora i närvaro av kungaparet, innan han fängslades i inkvisitionens fängelse. År 1621 bad han med framgång om frigivning, och frigavs på villkor att han skulle bli avrättad om han återupprepade sina brott. Hela proceduren var typisk för inkvisitionen.

### Återfall och avrättning
Efter sin frigivning återupptog dock Penha sitt gamla yrke att sälja trollkonster. Inkvisitionen mottog rapporter om att han hade hjälpt kunder att hitta nedgrävda skatter genom att sälja besvärjelser och andra ritualer för att åkalla Satan och sin kvinnliga demon till hjälp, och även skrivit sina egna trollformler. Han greps åter av Inkvisitionen i mars 1625 och trollformler och andra magiska objekt hittades då i hans bostad. Hans fall hanterades då snabbt. I enlighet med Inkvisitionens reglemente blev en återfallsförbrytare automatiskt dömd till döden, och Penha hade förbrukat den nåd han fått 1619, och brutit mot den villkorliga frigivningen 1621, där han lovat att avhålla sig från sitt brott och att han skulle avrättas om han bröt mot löftet. Dödsdomen mot honom för häxeri gick därmed i verkställighet, och han brändes levande på bål för häxeri i Évora 29 november 1626.

## Eftermäle
Endast sju personer avrättades för häxeri i Portugal, och endast en avrättades för häxeri av den portugisiska inkvisitionen, vilket gjorde hans fall unikt. 
"Trollkarlen i Evora" eller "Häxan i Evora" var länge en omtalad gestalt i folkloren, men den verkliga bakgrunden blev diffus med tiden och han har felaktigt kallats "João de la Penha" eller "Juan de la Penha". 